# Istruzione prescolastica

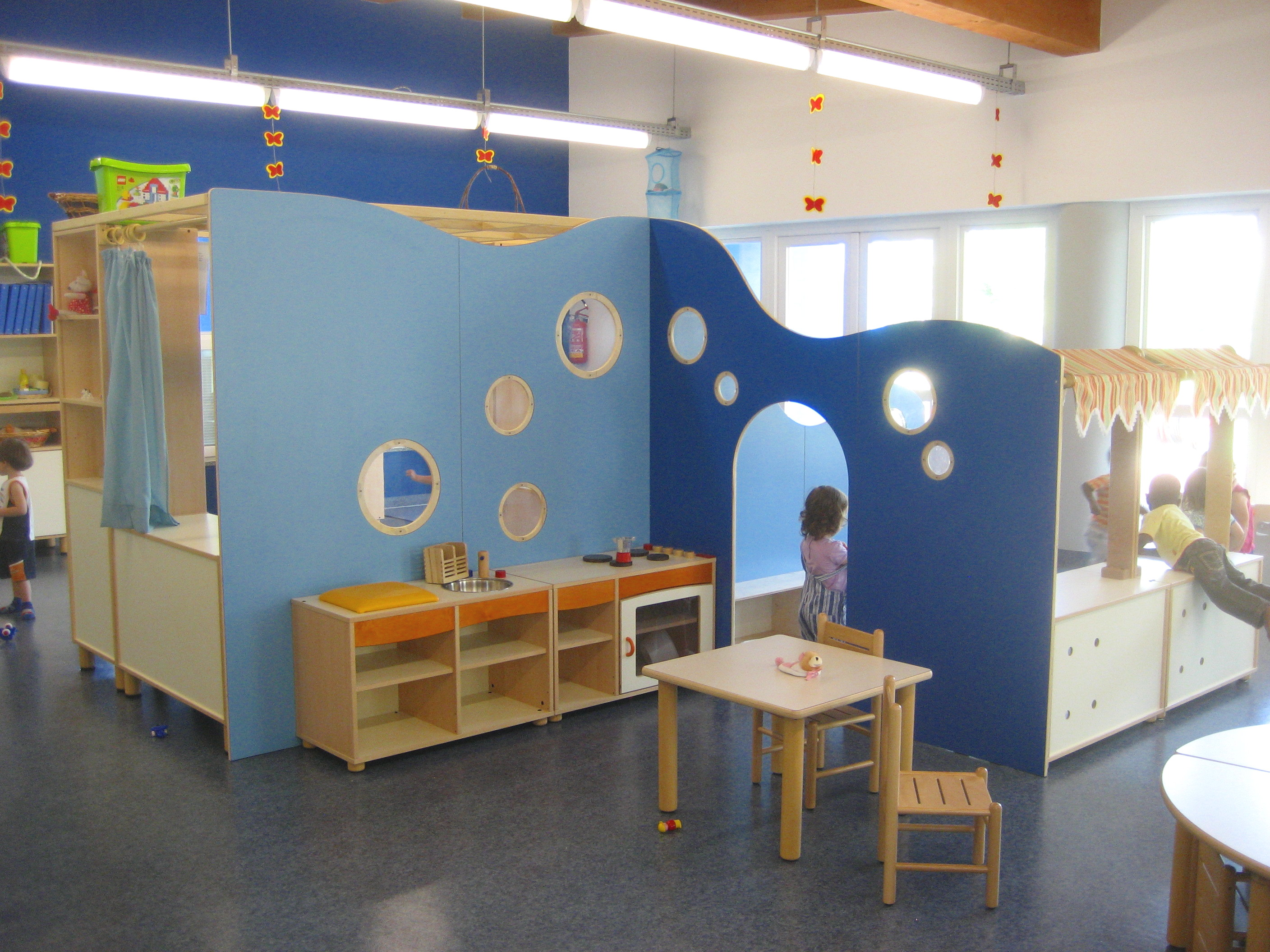
Un asilo nido a Fontevivo (Emilia-Romagna)

L'istruzione pre-scolastica è un insieme di azioni educative rivolte alla prima infanzia. L'arco d'età alla quale viene rivolta varia in ogni Stato, ma l'obiettivo comune è quello di garantire il diritto all'istruzione e dare quindi la possibilità a ogni bambino di vivere esperienze di crescita in contesti di apprendimento. La condivisione di un fine comune ha sottolineato l'importanza di sostenere lo sviluppo emotivo, cognitivo, fisico e sociale al di fuori del contesto della famiglia.

## Normative europee
L'Unione europea ha compreso, diffuso e sensibilizzato i diversi Paesi riguardo all'importanza dell'educazione nella fascia 0-6 anni, considerandola come uno dei passi basilari per crescere cittadini del mondo che posseggano competenze, abilità e conoscenze ampie e flessibili. Questo concetto è stato illustrato anche da numerosi documenti ufficiali dell'Unione europea, i quali affermano come l'istruzione e la formazione fin dalla primissima età risultino essere parte dei principi dei diritti sociali. Un'occasione di riflessione sul tema a livello internazionale è stato il parere del Comitato economico e sociale europeo sul tema "Assistenza e istruzione per la prima infanzia" adottato il 20 gennaio 2010, in cui questo organo appoggia lo sviluppo e l'incremento avvenuto nei diversi Paesi europei riguardo all'istruzione, ma chiede di sviluppare e rafforzare la qualità e la fruibilità dei servizi alla prima infanzia in tutto il mondo. Questo impegno sociale è promosso anche da un importante documento denominato "Educazione e cura della prima infanzia: consentire a tutti i bambini di affacciarsi al mondo di domani nelle condizioni migliori” stilato dalla Commissione europea il 17 febbraio 2011. L'istruzione alla prima infanzia diviene il primo passo per un efficiente lifelong learning a disposizione di tutti, obiettivo principale della Raccomandazione del Consiglio del 22 maggio 2018 relativa alle competenze chiave per l'apprendimento permanente. La quantità e la qualità di questi servizi sono elementi che rientrano anche come obiettivo nella strategia dell'Unione europea per la crescita e l'occupazione per il 2020.

## Contesto storico
Nella società medioevale non vi era in alcun modo l'idea del concetto di infanzia. Per gli storici, in particolare Philippe Ariès, quest'ultima aveva una durata molto più breve rispetto a come oggi noi l'intendiamo. Corrispondeva al periodo in cui il bambino era dipendente dall'adulto per il soddisfacimento dei suoi bisogni primari. Aveva principalmente un'accezione negativa, poiché si sottolineavano le competenze non ancora raggiunte dall'infante. Non solo, fino al Settecento, vista l'elevata mortalità infantile, non vi era da parte della famiglia un investimento economico sull'istruzione dei figli. All'età di sei anni i bambini venivano mandati nelle botteghe per l'apprendimento di un mestiere. Ariès sottolineò come si passò da una totale "indifferenza verso l'infanzia" nel Medioevo, al "vezzeggiamento" tipico del Settecento; ad esempio le madri delle famiglie aristocratiche e borghesi incominciarono a passare sempre più tempo con i propri figli. Nasce quello che lo storico francese identifica come "sentimento dell'infanzia" la presa di coscienza da parte del mondo adulto delle caratteristiche infantili. L'infanzia incomincia in questo momento storico a essere considerata. Di conseguenza sorge l'esigenza di differenziare l'educazione in base all'età, promuovendo specifiche strategie educative. Si ritiene che l'educazione debba infatti seguire i tempi evolutivi e le caratteristiche psico-fisiche del fanciullo. Rousseau affermava che quando si fa educazione la cosa principale non è guadagnare tempo ma piuttosto perderlo. Questa nuova visione dell'infanzia promuove la creazione di spazi specifici per i bambini, i quali sono diversi da quelli degli adulti. Con l'età contemporanea cambia la conformazione anche della famiglia, la quale diventa entità autonoma. Si rafforza il nucleo familiare coniugi-figli e anche i doveri genitoriali. La Chiesa decide di investire nei poteri del matrimonio, formando i futuri coniugi. Il parroco diventa educatore della famiglia. Il trattato di Silvio Antoniano, Tre libri dell'educazione christiana dei figliuoli, condizionò molto le dottrine e i modelli formativi dell'opera pastorale. Sottolineava l'importanza e l'urgenza di formare i genitori ai compiti educativi della famiglia.
Se fino a quel momento l'istruzione era gestita quasi esclusivamente da istituzioni religiose, con la Rivoluzione francese si affermò il principio fondamentale secondo cui l'istruzione è un dovere di cui debba farsi carico lo Stato. Dobbiamo sottolineare una differenziazione fra quella che oggi noi identifichiamo come la prima infanzia (0-3 anni) e la seconda infanzia (3-6 anni). Infatti contrariamente a quanto potremmo credere è stata scoperta prima quest'ultima, intorno ai primi decenni dell'Ottocento, mentre dovremmo aspettare la seconda metà dello stesso secolo per il riconoscimento della prima. Questo ha comportato la creazione di strutture e scuole specifiche per queste due fasce d'età, in due momenti temporali ben distinti. Le prime scuole d'infanzia furono istituite in Germania dal pedagogista tedesco Friedrich Fröbel, agli inizi del XIX secolo, denominati "giardini d'infanzia". I primi asili nido nacquero in Francia nel 1844, con la denominazione di "crèche", grazie all'opera di Firmin Marbeau. Mentre in Italia comparve nel 1850 a Milano il primo "ricovero per lattanti" per i figli delle operaie, a seguito della donazione di Laura Solera Mantegazza.

## Riferimenti scientifici
La fascia d'età prescolastica ha assunto molta importanza negli ultimi anni, da quando ricerche scientifiche e pedagogiche hanno osservato come a livello cognitivo gli anni legati all'infanzia sono fondamentali per la formazione del cervello umano. Nei primi anni di vita del bambino assistiamo a importantissimi processi maturativi, legati principalmente alla creazione delle sinapsi, le reti comunicative fra i neuroni. Recenti ricerche hanno evidenziato come esistano dei neuroni denominati neuroni specchio, che si attivano nel momento in cui osserviamo qualcun altro compiere un'azione, avendo come base comune l'esigenza della condivisione dei comportamenti; nella prima infanzia questo particolare tipo di neuroni è particolarmente attivo ed è la base del processo di imitazione utile all'apprendimento. Per questo motivo l'infanzia viene considerata un'età di grande plasticità cerebrale, in cui si verificano acquisizioni di competenze cognitive, psicomotorie ed emotive. Bion, con il termine rêverie, parla inoltre di una particolare competenza percettiva e sensoriale del bambino che gli consente di comprendere e immagazzinare quei comportamenti relazionali utili alla sua sopravvivenza. Un ruolo fondamentale per lo sviluppo di tali competenze è svolto dall'ambiente in cui il bambino cresce. Infatti sulla base dell'esperienza si perfezionano le capacità percettive degli stimoli visivi, sonori, la capacità comunicativa attraverso i gesti e le espressioni facciali, il linguaggio e l'acquisizione della postura eretta. Quindi un ambiente "deprivante" da un punto di vista esperienziale può infierire sullo sviluppo cerebrale. Infatti le connessioni neuronali possono essere modificate in due modi: attraverso l'esperienza oppure dall'evoluzione biologica. Santiago Ramón y Cajal, nel 1903, sostenne che la capacità dei neuroni di creare nuove connessioni può spiegare l'apprendimento.

## Ordinamenti
Il diritto all'istruzione stabilito a livello europeo, ha fatto in modo che i diversi Paesi concretizzino questo dovere sociale. Verranno di seguito mostrate le fasce d'età a cui sono rivolte le realtà educative prescolastiche di alcuni Stati, traendo le seguenti informazioni dal quaderno stilato dall'Istituto Nazionale di Documentazione, Innovazione e Ricerca Educativa con il contributo del Ministero dell'istruzione, dell'Università e della Ricerca (MIUR).
- Austria: 0 - 3 e 3 - 6 anni (non di responsabilità del Ministero dell'istruzione);
- Belgio comunità fiamminga: 0 - 30 mesi (non di responsabilità del Ministero dell'istruzione) e 30 mesi - 6 anni (di responsabilità del Ministero dell'istruzione);
- Belgio comunità francese: 0 - 3 anni (non di responsabilità del Ministero dell'istruzione) e 3 - 6 anni (di responsabilità del Ministero dell'istruzione);
- Belgio comunità tedesca: 0 - 3 anni (non di responsabilità del Ministero dell'istruzione) e 3 - 6 anni (di responsabilità del Ministero dell'istruzione);
- Bosnia Erzegovina: 0 - 6 anni (di responsabilità del Ministero dell'istruzione);
- Bulgaria: 0 - 3 anni (non di responsabilità del Ministero dell'istruzione) e 3 - 7 anni (di responsabilità del Ministero dell'istruzione);
- Cipro: 0 - 5 (non di responsabilità del Ministero dell'istruzione) e 3 - 6 (di responsabilità del Ministero dell'istruzione);
- Croazia: 0 - 7 anni (di responsabilità del Ministero dell'istruzione);
- Danimarca: 0 - 6 anni (di responsabilità del Ministero dell'istruzione);
- Estonia: 0 - 7 anni (di responsabilità del Ministero dell'istruzione);
- Ex Repubblica Jugoslava di Macedonia: 0 - 6 anni (di responsabilità del Ministero dell'istruzione);
- Francia: 0 - 3 anni (non di responsabilità del Ministero dell'istruzione) e 2 - 6 anni (di responsabilità del Ministero dell'istruzione);
- Finlandia: 1 - 7 anni (di responsabilità del Ministero dell'istruzione);
- Germania: 0 - 6 anni (non di responsabilità del Ministero dell'istruzione);
- Grecia: 0 - 5 anni (non di responsabilità del Ministero dell'istruzione) e 4 - 6 anni (di responsabilità del Ministero dell'istruzione);
- Irlanda: 3 - 4 anni (non di responsabilità del Ministero dell'istruzione);
- Islanda: 0 - 6 anni (non di responsabilità del Ministero dell'istruzione);
- Italia: 0 - 3 anni (non di responsabilità del Ministero dell'istruzione) e 3 - 6 anni (di responsabilità del Ministero dell'istruzione);
- Lettonia: 2 - 7 anni (di responsabilità del Ministero dell'istruzione);
- Liechtenstein: 0 - 4 anni (non di responsabilità del Ministero dell'istruzione) e 4 - 6 anni (di responsabilità del Ministero dell'istruzione);
- Lituania: 0 - 7 anni (di responsabilità del Ministero dell'istruzione);
- Lussemburgo: 0 - 6 anni (di responsabilità del Ministero dell'istruzione);
- Malta:0 - 3 anni (non di responsabilità del Ministero dell'istruzione) e 3 - 6 anni (di responsabilità del Ministero dell'istruzione);
- Montenegro: 0 - 6 anni (di responsabilità del Ministero dell'istruzione);
- Norvegia: 1 - 6 anni (di responsabilità del Ministero dell'istruzione);
- Paesi Bassi: 0 - 4 anni (non di responsabilità del Ministero dell'istruzione) e 4 - 6 anni (di responsabilità del Ministero dell'istruzione);
- Polonia: 0 - 3 anni (non di responsabilità del Ministero dell'istruzione) e 3 - 7 anni (di responsabilità del Ministero dell'istruzione);
- Portogallo: 0 - 3 anni (non di responsabilità del Ministero dell'istruzione) e 3 - 6 anni (di responsabilità del Ministero dell'istruzione);
- Regno Unito, Inghilterra: 0 - 5 anni (di responsabilità del Ministero dell'istruzione);
- Regno Unito, Galles: 0 - 5 anni (di responsabilità del Ministero dell'istruzione);
- Regno Unito, Irlanda del Nord: 0 - 4 anni (di responsabilità del Ministero dell'istruzione);
- Regno Unito, Scozia: 0 - 5 anni (non di responsabilità del Ministero dell'istruzione) e 2 - 5 anni (di responsabilità del Ministero dell'istruzione);
- Repubblica Ceca: 0 - 6 anni (non di responsabilità del Ministero dell'istruzione) e 3 - 6 anni (di responsabilità del Ministero dell'istruzione);
- Romania: 0 - 6 anni (di responsabilità del Ministero dell'istruzione);
- Serbia: 1 - 7 anni (di responsabilità del Ministero dell'istruzione);
- Slovacchia: 1 - 3 anni (non di responsabilità del Ministero dell'istruzione) e 3 - 6 anni (di responsabilità del Ministero dell'istruzione);
- Slovenia: 1 - 6 anni (di responsabilità del Ministero dell'istruzione);
- Spagna: 0 - 6 anni (di responsabilità del Ministero dell'istruzione);
- Svezia: 1 - 7 anni (di responsabilità del Ministero dell'istruzione);
- Svizzera: 0 - 4 anni (non di responsabilità del Ministero dell'istruzione) e 4 - 6 anni (di responsabilità del Ministero dell'istruzione);
- Turchia: 0 - 3 anni (non di responsabilità del Ministero dell'istruzione) e 3 - 6 anni (di responsabilità del Ministero dell'istruzione);
- Ungheria: 1 - 3 anni (non di responsabilità del Ministero dell'istruzione) e 3 - 6 anni (di responsabilità del Ministero dell'istruzione)[16]